# Aspartame
L'aspartame est un édulcorant artificiel découvert en 1965. C'est un dipeptide composé de deux acides aminés naturels, l'acide L-aspartique et la L-phénylalanine, ce dernier sous forme d'ester méthylique. Sa consommation est donc déconseillée chez les personnes atteintes de phénylcétonurie.
L'aspartame a un pouvoir sucrant environ 200 fois supérieur à celui du saccharose et est utilisé pour édulcorer les boissons et aliments à faible apport calorique ainsi que les médicaments. Cet additif alimentaire est utilisé dans un grand nombre de produits et autorisé dans de nombreux pays, il est référencé dans l'Union européenne par le numéro E951.
Depuis sa première autorisation de mise sur le marché aux États-Unis par la Food and Drug Administration (FDA) en 1974, l'aspartame a fait l'objet de polémiques sur ses possibles effets nocifs sur la santé bien que des organismes de santé publique (notamment la FDA et l'Autorité européenne de sécurité des aliments — AESA) aient affirmé son innocuité dans les doses d'utilisation autorisées chez l'humain. Depuis 2023, il est classé « cancérogène possible » par le Centre international de recherche sur le cancer.
Des études sur le modèle animal remettraient en cause l'intérêt des édulcorants dans la lutte contre l'obésité et le diabète de type 2. Chez les souris, la saccharine, le sucralose et dans une moindre mesure l'aspartame perturbent le métabolisme du sucre via une action encore mal décrite sur les bactéries intestinales. Comme les aliments riches en sucres, ces produits provoquent une rapide montée de la glycémie qui génère à son tour l'acquisition d'une résistance à l'insuline, symptôme clef du syndrome métabolique. Ce phénomène n'est toutefois pas observé chez l'humain si la consommation d'aspartame a lieu dans le cadre d'exercices physiques intenses ou chez des sujets non diabétiques/pré-diabétiques, qu'ils soient minces ou obèses.
Une méta-analyse de 2015 conclut que les édulcorants, bien que ne favorisant pas le diabète de type 2, la surconsommation de sucre ou le cancer, ne semblent ni favoriser la perte de poids, ni faciliter la gestion de la glycémie chez les diabétiques et ni réduire le risque de diabète de type 2.

## Histoire
La première apparition de l'aspartame date de la publication de sa synthèse en 1966. Mais il aurait été découvert en 1965 par James Schlatter, chimiste de la société G. D. Searle & Company, lors de la synthèse d'un tétrapeptide devant être testé comme médicament anti-ulcères,,.

### Découvert par sérendipité
L'aspartame était alors un intermédiaire de synthèse et Schlatter a goûté le produit par accident en humectant son doigt pour attraper une feuille de papier,,. Le goût sucré fut une découverte inattendue, l'acide aspartique et la phénylalanine n'étant pas sucrés. Le dipeptide non méthylé se révéla avoir une saveur amère. Schlatter synthétisa des composés de structure voisine, mais le produit original fut conservé et commercialisé sous le nom d'aspartame.

### Exploitation
Une première autorisation de mise sur le marché limitée aux aliments solides est accordée à l'aspartame aux États-Unis par la Food and Drug Administration (FDA) en juillet 1974. À la suite de l'enquête menée par la FDA et de doutes sur le sérieux des études présentées par le laboratoire Searle (notamment les tests sur les animaux), l'autorisation est suspendue par la FDA en décembre 1975.
Son usage sera rétabli aux États-Unis dans les aliments solides en juillet 1981 puis dans les liquides en 1983.
Toujours en 1981, l'aspartame est autorisé par un comité commun d'experts de l'OMS et de l'Organisation pour l'agriculture et la nourriture. La même année, le comité scientifique pour les aliments humains (CSAH / SCF en anglais) de la Commission européenne approuve l'aspartame.
L'aspartame est autorisé en France en 1988 et porte le numéro E951 dans la classification européenne des additifs alimentaires.
Le brevet de l'aspartame est tombé dans le domaine public en 1992.
En 1994, son emploi en tant qu'édulcorant est harmonisé par l'Union européenne (directive 94/35/CE). L'aspartame est alors approuvé dans plus de 90 pays.
En 1995, l'Union européenne établit les critères de pureté pour l'aspartame (directive 95/31/CE).
En 2002, le comité scientifique de la Commission européenne confirme son avis sur l'innocuité de l'aspartame. La même année, l'Agence française de sécurité sanitaire (AFSSA) conclut dans un rapport : « La consommation d'aspartame chez l'homme, même dans des populations particulièrement exposées comme les enfants diabétiques, ne dépasse pas la dose journalière admissible (DJA), notamment en France ».
En 2003, la directive 2003/115/CE autorise un nouvel édulcorant intense dérivé de l'aspartame : le sel d'aspartame-acésulfame dont l'innocuité a été établie par le comité scientifique de l'alimentation humaine dès mars 2000 et les critères de pureté définis en 2001.

## Synthèse
Il existe trois synthèses permettant d’obtenir l’aspartame.
La plus ancienne est la synthèse chimique. Elle utilise comme réactifs de départ l’acide aspartique et la phénylalanine. Cette voie de synthèse offre un rendement faible, de l’ordre de 50 %, et est à l’origine d’un isomère au goût amer (qui doit par la suite être extrait). C’est pourquoi elle fut vite remplacée par la synthèse enzymatique. Cette dernière met en jeu comme catalyseur une enzyme, la thermolysine, dans des conditions expérimentales précises à une température de 37 °C et un pH de 7,5, et offre un rendement de 95 %. Ce rendement est bien meilleur, mais toujours pas suffisant pour les industriels. Une autre voie de synthèse a alors été mise en place : la synthèse biotechnologique. C’est celle qui est utilisée aujourd’hui, elle offre un rendement supérieur à 99,99 %. Elle utilise toujours la thermolysine comme enzyme, mais réutilise un des produits.

## Structure et propriétés

### Structure
L'aspartame est un dipeptide, dérivant de deux acides aminés, l'acide L-aspartique et l'ester méthylique de la L-phénylalanine. Son nom chimique est donc * L-Aspartyl-L-phénylalanate de méthyle.

### Propriétés chimiques
L'aspartame possède une base aminée et un groupe acide lui conférant deux constantes d'acidité : 3,1 et 7,9 à 25 °C.

#### Hydrolyse
Après ingestion, l'aspartame s'hydrolyse en acide aspartique, phénylalanine et méthanol. Une dégradation plus poussée produit du formaldéhyde, de l'acide formique et une dioxopipérazine.
Il peut également se décomposer pendant son stockage. À température ambiante, il est le plus stable à pH 4,3, avec une demi-vie de 300 jours. On constate une décomposition plus rapide aux pH s'éloignant de 4,3. À pH 7, par exemple, sa demi-vie n'est que de quelques jours.
L'instabilité de l'aspartame augmente avec la température : en phase solide, la recombinaison en dicétopipérazine peut avoir lieu à partir de 105 °C. C'est la raison pour laquelle il est déconseillé de cuire l'aspartame.
Par hydrolyse de l'ester, l'aspartame produit du méthanol (10 % en masse) et de l'aspartyl-phénylalanine. Ce dernier peut se recombiner en dicétopipérazine (acide 2-(5-benzyl-3,6-dioxopipérazin-2-yl)acétique) (à partir de 30 °C) ou bien s'hydrolyser en ces deux acides aminés de base: l'acide aspartique (40 % en masse) et la phénylalanine (50 % en masse).

#### Réaction de Maillard
La fonction amine de l'aspartame peut participer aux réactions de Maillard avec les groupes aldéhyde.

### Propriétés physiques
L'aspartame est un solide cristallin blanc, inodore et légèrement hygroscopique. Il est faiblement soluble dans l'eau (10 g/L à 20 °C) et l'éthanol. Il se dissout plus dans les solutions acides.

### Biochimie
L'aspartame, contrairement au sucre, ne peut servir à la formation de graisses dans les tissus adipeux ni aux autres rôles métaboliques utiles de ce dernier.

### Propriétés sucrantes
L'aspartame a un pouvoir sucrant environ 200 fois supérieur à celui du saccharose à masse égale.

Structure du superaspartame.

À la différence de la saccharine et de l'acésulfame-K, l'aspartame n'a pas de composante ou d'arrière-goût amer.
L'aspartame est souvent utilisé en mélange avec d'autres édulcorants intenses (acésulfame-K) pour pallier la diminution de la saveur sucrée. La diminution est due à sa décomposition en milieu aqueux ou à sa disparition lors des réactions de Maillard entre celui-ci et les arômes possédant une fonction aldéhyde.
Un dérivé de l'aspartame, le superaspartame, a un pouvoir sucrant de 8 000 à 14 000 fois supérieur à celui du saccharose.

## Utilisation
L'aspartame est l'édulcorant intense le plus fréquemment employé au monde, il est utilisé dans près de 5 000 produits (chewing-gum sans sucre, boissons ou gâteaux allégés) et de plus de 600 spécialités pharmaceutiques, dont plus de 2 000 vendues en Europe. Sa consommation est surtout motivée par le fait qu'il n'apporte que très peu d'énergie. L'aspartame a l'avantage, en plus d'être bon marché, de ne pas avoir de pouvoir cariogène.
L'aspartame est utilisé sous forme de sucrettes ou de poudre blanche (en sachet ou boîte) pouvant se substituer au sucre, dans le café ou le thé, les pâtisseries ou autres. Ces produits contiennent, en moyenne 3 % d’aspartame, les autres ingrédients étant de la maltodextrine et de l'acésulfame K.

### Réglementation
Le codex Alimentarius reconnaît l'utilisation de l'aspartame comme édulcorant et exhausteur de goût dans une large gamme de produits alimentaires, à des concentrations maximales variant de 0,6 à 3 g suivant l'application.
En Europe, l'aspartame est autorisé dans : 
- les boissons non alcoolisées (0,6 g/L) ;
- les desserts et produits similaires (0,6 à 1 g/kg) ;
- les confiseries (0,5 à 1 g/kg) ;
- les boissons alcoolisées (bières) (0,6 g/l) ;
- les compléments alimentaires et autres.

La DJA est de 40 mg/kg de masse corporelle par jour. Pour atteindre cette DJA, une personne de 60 kg devrait consommer 280 sucrettes ou vingt canettes de boissons « light » par jour. La quantité réelle d'aspartame n'est pas toujours précisée sur les produits.

## Santé
L'aspartame fait partie des additifs alimentaires les plus étudiés,, il est considéré comme sûr pour la consommation humaine dans plus de 90 pays, notamment par les agences de sécurité sanitaire comme l'Autorité européenne de sécurité des aliments, le JECFA de l'OMS/FAO et la Food and Drug Administration.
L'aspartame n'est pas autorisé dans les produits transformés bio.
Le 14 juillet 2023, l'aspartame est classé « cancérogène possible » par le Centre international de recherche sur le cancer, qui dépend de l'Organisation mondiale de la Santé,,. 

## Obésité
Alors que certaines études suggèrent que la prise d'aliments contenant de l'aspartame a un effet orexigène et favorise l'obésité, d'autres suggèrent qu'il n'y a aucune preuve épidémiologique de ces effets, et des revues de la littérature suggèrent que l'aspartame a un effet bénéfique,.
Une étude sur les souris a montré qu'une alimentation riche en aspartame, combinée avec une nourriture riche en graisses, conduisait à une prise de masse importante par rapport aux souris n'ayant pas d'apports en aspartame dans leur nourriture. Il a été montré aussi que la concentration sanguine de glucose entre les repas chez les souris prenant de l'aspartame était plus important. La prise d'aspartame favoriserait par conséquent le diabète. Des études sur l'humain sont toutefois nécessaires.

### Effets
On a formulé l'hypothèse que la saveur sucrée puisse provoquer une sécrétion d'insuline commandée par le cerveau (cephalic-phase insulin release, ou CPIR). Selon cette hypothèse, cette sécrétion d'insuline sans apport de glucose pourrait provoquer une chute de la glycémie ce qui provoquerait une sensation de faim. Les édulcorants utilisés par les personnes obèses pour perdre du poids auraient alors un effet inverse à celui recherché[réf. nécessaire]. Néanmoins, aucune étude n'a mis en évidence ce phénomène,.
En 2000, une étude financée par le fabricant de l'aspartame, G.D. Searle, de la modification éventuelle de la thermogenèse apportée par une alimentation édulcorée à l'aspartame en comparaison avec une alimentation sucrée au saccharose n'a mis en évidence aucune différence significative.
Pour le ministère de la Santé du Canada, l'utilisation de l'aspartame est sans danger pour les diabétiques.
Une étude israélienne publiée en septembre 2014 dans la revue Nature montre des effets diabétogènes des édulcorants. Cette étude montre l’interaction entre certaines bactéries intestinales et les composés chimiques des édulcorants, non absorbés par l’intestin, qui crée une réaction inflammatoire induisant des troubles métaboliques comme l’intolérance au glucose et le diabète.

### Métabolisme
Lors de la digestion, l'aspartame perd son groupe hydroxyméthyle (méthanol)[pas clair], puis se décompose en ses deux acides aminés de base, l'acide aspartique et la phénylalanine. Sous l'effet de la chaleur, il peut aussi se recombiner pour former de la dicétopipérazine. En comparaison avec les aliments courants, l'aspartame est une source mineure de phénylalanine, d'acide aspartique et de méthanol.

#### Phénylalanine
La phénylalanine est un des huit acides aminés essentiels, elle est notamment naturellement présente dans le lait des mammifères. Seules les personnes souffrant de phénylcétonurie (PKU), une maladie génétique (une naissance sur 16 000), doivent contrôler de façon très stricte l'apport en phénylalanine, c'est pourquoi les produits contenant de l'aspartame doivent indiquer qu’ils contiennent une source de phénylalanine.

#### Méthanol
Le méthanol est un alcool toxique, naturellement présent en très faible quantité dans des aliments courants : fruits mûrs, jus de fruits et aliments fermentés (vin, bière, etc.). Des allégations parues sur internet et dans certains médias affirment que le méthanol contenu dans l'aspartame serait toxique. Ces allégations sont sans fondement selon le ministère de la Santé du Canada : « Le méthanol alimentaire, qu'il provienne de l'aspartame ou d'aliments courants, est présent à des concentrations trop faibles pour causer des problèmes de santé. Il ne s'accumule pas dans le corps, mais il est plutôt métabolisé, par les voies du métabolisme normal, en formaldéhyde d'abord, ensuite en acide formique et finalement en eau et en gaz carbonique. »

#### Acide aspartique
L'acide aspartique est un acide aminé, non toxique pour l'organisme qui ne pose pas de problème lors de la métabolisation de l’aspartame. C'est un constituant courant des protéines de l’organisme.

#### Dicétopipérazine
La dicétopipérazine n’est pas considérée comme génotoxique (provoquant l'apparition de lésions dans l'ADN, qui peuvent éventuellement conduire à des mutations) ni cancérogène chez le rat et la souris. La dose journalière acceptable de la dicétopipérazine pour l'humain a été fixée à 7,5 mg/kg.

## Controverse
(juillet 2023).
- Si vous ne connaissez pas le sujet, laissez ce bandeau (vous pouvez alors contacter les auteurs).
- Si vous supprimez le contenu mis en cause (vous pouvez préalablement contacter les auteurs),

argumentez précisément cette suppression dans la page de discussion
(un manque de référence n'est pas un argument ; une recherche réelle de référence doit avoir été effectuée, être formellement documentée).
Depuis son autorisation, l'innocuité de l'aspartame est controversée.
En 1977, la Food and Drug Administration qui réglemente aux États-Unis le marché des aliments et des médicaments, refuse de délivrer au groupe industriel Searle l'agrément nécessaire à la poursuite de la commercialisation de l'aspartame. 
La FDA lance même une procédure pénale[réf. nécessaire] contre le groupe, après avoir découvert de nombreuses erreurs dans les essais de toxicité présentés par Searle.
Après la nomination de Donald Rumsfeld à la présidence du groupe Searle en juin 1977, la situation se retourne en faveur de l'entreprise. Ronald Reagan nomme à la tête de la FDA Arthur Hull Hayes (en) (ancien chercheur du Pentagone) qui, en juillet 1981, autorise finalement la mise sur le marché de l'aspartame, contre l'avis du comité scientifique de l'EPA. Notamment, le psychiatre Ralph Walton, appelé en tant qu'expert au cours de l'audition, fait état d'une revue scientifique montrant que les études financées par les industriels producteurs d'aspartame établissaient systématiquement à l'absence d'effets de cette substance alors que des études menées par des laboratoires indépendants concluaient à des doutes sur son innocuité.
La commercialisation de l'aspartame sous le nom de marque « NutraSweet » permit à la société Searle d'engranger, sous la direction de D. Rumsfeld, de considérables bénéfices. La vente de Searle à la compagnie Monsanto (en 1985) aurait rapporté à celui-ci la somme de douze millions de dollars.
En 1996, Olney et al. publient une étude dont le sous-titre est Augmentation des tumeurs cérébrales, y a-t-il un lien avec l'aspartame ?.
En juillet 2005, des chercheurs de la Fondation européenne Ramazzini, à Bologne (Italie), présentent à la presse une nouvelle étude menée sur des rats de laboratoire, semblant montrer un effet cancérogène sur le cerveau. Cette étude est critiquée par deux agences de sécurité sanitaire, notamment pour sa méthodologie insuffisante. L'Autorité européenne de sécurité des aliments (EFSA), après analyse de la méthodologie de l'étude, conclut qu'il n'y a aucune raison de changer les conditions d'utilisation de l'aspartame en Europe. La France a aussi émis des réserves sur la méthode de cette étude et des doutes quant à la validité des résultats.
En 2006, une étude, avait déjà suggéré que de faibles doses délivrées dans la nourriture de rates Sprague-Dawley à partir de l'âge de huit semaines et durant leur durée de vie augmentait le risque de cancer chez ces rats. Une seconde étude est réalisée par la même équipe, mais cette fois avec exposition à des doses de 2 000, 400 ou 0 ppm commençant au stade de l'embryon (à partir du 12e jour de vie), chez des rats mâles et femelles (également Sprague-Dawley). L'étude conclut à un risque dose-dépendant de tumeur maligne (cancers de type lymphomes et leucémies) chez les rats mâles ainsi que chez les femelles, avec aussi des cancers mammaires chez les rates. Les auteurs estiment que ces résultats confirment et renforcent la première démonstration expérimentale de la cancérogénicité multipotentielle à une dose proche de la dose journalière admissible pour l'homme, cette étude démontrant en outre un risque renforcé en cas d'exposition durant la vie fœtale.
Fin 2010, la polémique est relancée par deux autres études.
- La première a porté sur près de 60 000 femmes enceintes. Elle étudie la corrélation entre les cas de naissances avant terme et la consommation de boissons gazeuses aux édulcorants[64]. Pour l’EFSA, « aucune preuve disponible dans l’étude ne permet d’affirmer qu’il existe un lien entre la consommation de boissons non alcoolisées contenant des édulcorants artificiels et l’accouchement prématuré »[65].
- La seconde a été menée sur des souris, par l’Institut Ramazzini (centre privé de recherche en cancérologie environnementale). Elle a conclu que l’exposition à de hautes doses d'aspartame induisait des cancers du foie (carcinomes hépatocellulaires) et du poumon (dans les alvéoles et bronchioles), mais chez les souris mâles uniquement, les femelles étant totalement épargnées par ce phénomène[66] (ce qui suggère un « cancer hormonal »). 
Le Pr Narbonne, toxicologue français, incite les Français à la prudence[67], pourtant l’EFSA, en collaboration avec l’ANSES, après avoir examiné les deux études affirme ne pas y trouver d'éléments probants de nature à modifier le profil de sécurité de l’aspartame[68]. Ont notamment été mises en cause par les deux agences : les souris utilisées, connues pour spontanément présenter des tumeurs fréquentes au foie et au poumon et, pour la première étude, le fait que les mises-bas prématurées n'aient pas été spontanées mais déclenchées, sans précisions sur les raisons de ce choix médical. En réponse, l'Institut Ramazzini souligne que le groupe test et le groupe de référence ont été affectés des mêmes déficiences respiratoires à un stade avancé de leur vie, ce qui est plutôt normal quand un sujet devient vieux [pas clair].

Mi-2011, la polémique est ravivée à la suite de la réponse de Hugues Kenigswald, à la tête de l'unité Additifs alimentaires de l'EFSA, au réseau Environnement santé qui lui demandait de prouver le caractère scientifique des études initiales ayant autorisé la mise sur le marché de l'aspartame : « L'EFSA ne dispose pas du dossier de demande d'autorisation de l'aspartame qui devait contenir ces études. Par ailleurs, les contacts que nous avons eus avec nos collègues de la Commission européenne semblent indiquer que la Commission ne dispose plus de ce dossier ». Ainsi, la question de l'existence des dossiers scientifiques ayant autorisé l'aspartame est désormais posée, de même que celle de l'indépendance des experts. En 2011, en France, des élus et ONG demandent à l'Europe d'invalider la dose journalière pour ce produit. L'EFSA rend ses conclusions à la fin de 2013, qui maintiennent les avis précédents, considérant la dose journalière admissible comme une protection adéquate et l'aspartame sûr pour la population générale.
En 2013, Françoise Clavel-Chapelon, directrice de recherche Inserm-université Paris-Sud 11, à l’Institut Gustave-Roussy, et Guy Fagherazzi ont comparé la consommation de boissons sucrées et boissons sucrées « light » au regard du risque de diabète de type 2 [réf. non conforme]:

« L’analyse, menée auprès de 66 188 femmes de la cohorte E3N, confirme une relation entre boissons sucrées et diabète de type 2 et révèle pour la première fois en France, que contrairement aux idées reçues, le risque de diabète est plus élevé lorsqu’il s’agit de boissons light que de boissons sucrées « normales ». »

Un article dans la revue Nature confirme, en octobre 2014, ce constat, ajoutant que les édulcorants altèrent le microbiote intestinal.
En 2023, il est classé « cancérogène possible » par le Centre international de recherche sur le cancer, mais demeure autorisé.
En février 2025, la Ligue contre le cancer, en collaboration avec l'association Foodwatch et Yuka, une application qui permet d'analyser les composants des produits alimentatires, a lancé une pétition à l'échelle européenne visant à interdire l'aspartame. Cette initiative s'inscrit dans une démarche de précaution face aux interrogations persistantes concernant les effets potentiels de cet édulcorant sur la santé humaine.
Les trois organisations « estiment que « le principe de précaution prévu par la réglementation européenne exige de l'interdire » » notant que l'aspartame est associé au risque de cancer mais aussi de maladies cardiovasculaires et de diabète de type 2.